# Ultimate Fight Night 3
Ultimate Fight Night 3（アルティメット・ファイトナイト・スリー、別名UFC Fight Night 3）は、アメリカ合衆国の総合格闘技団体「UFC」の大会の一つ。2006年1月16日、ネバダ州ラスベガスのザ・ジョイントで開催された。

## 大会概要
メインイベントでは、ティム・シルビアがアスエリオ・シウバから判定勝ちを収めた。
第2試合を除いて、プレリミナリィカードを含む全ての試合が放送された。

## 試合結果

### プレリミナリィカード
第1試合 ウェルター級 5分3R
○  ジェイソン・フォン・フルー vs.  アレックス・カラレクシス ×
3R 1:17 TKO（レフェリーストップ：ヴォンフルーチョーク）
第2試合 ウェルター級 5分3R
○  スペンサー・フィッシャー vs.  アーロン・ライリー ×
1R終了時 TKO（ドクターストップ）
第3試合 ウェルター級 5分3R
○  ドゥエイン・ラドウィック vs.  ジョナサン・グレ ×
1R 0:11 TKO（レフェリーストップ：右ストレート）
第4試合 ウェルター級 5分3R
○  ジョシュ・ニアー vs.  メルヴィン・ギラード ×
1R 4:20 三角絞め

### メインカード
第5試合 ミドル級 5分3R
○  クリス・リーベン vs.  ホルヘ・リベラ ×
1R 1:44 TKO（レフェリーストップ：右フック）
第6試合 ウェルター級 5分3R
○  ジョシュ・バークマン vs.  ドリュー・フィケット ×
1R 1:07 フロントチョーク
第7試合 ライトヘビー級 5分3R
○  ステファン・ボナー vs.  ジェームス・アーヴィン ×
1R 4:30 チキンウィングアームロック
第8試合 ヘビー級 5分3R
○  ティム・シルビア vs.  アスエリオ・シウバ ×
3R終了 判定3-0（30-27、30-27、29-28）

### 各賞
ファイト・オブ・ザ・ナイト： ジョシュ・ニアー vs. メルヴィン・ギラード